# Umzumbe Local Municipality
Umzumbe (englisch Umzumbe Local Municipality) ist eine Lokalgemeinde im Distrikt Ugu der südafrikanischen Provinz KwaZulu-Natal. Der Sitz der Gemeindeverwaltung befindet sich in Mathulini. Bürgermeister ist S. R. Ngcobo.
Namensgeber ist der durch die Gemeinde fließende Umzumbe River, die einstige Hauptwasserquelle. Das isiZulu-Wort ist eine Kombination aus umuzi für „Gehöft“ und mumbe, ein Aufzählungswort. Einer Legende nach gab es ein Gehöft, das von Kannibalen bewohnt war, die in der Dunkelheit heimlich Menschenfleisch verzehrten. Ihr Umfeld bezeichneten das Gehöft als Kumomuzi mumbe, was später in abgewandelter Form auf den Fluss und weiter auf die ganze Region übertragen wurde.

## Geografie
Umzumbe ist die flächenmäßig größte Gemeinde im Distrikt. Die Grenze der Gemeinde verläuft entlang der Küste von Mthwalume bis Hibberdene und reicht etwa 60 Kilometer ins Landesinnere. In der Gemeinde gibt es zahlreiche Gebiete, die vom Ingonyama Trust verwaltet werden. 27 Prozent der Gemeindefläche bestehen aus Buschland, 24 Prozent werden für den Eigenbedarf bebaut, 17 Prozent bestehen aus Grasland, 12 Prozent werden für die Forstwirtschaft verwendet und 7 Prozent für den Zuckerrohranbau. Das Gemeindegebiet ist sehr felsig und hügelig.

## Städte und Orte
| - Amahwaqa - Dibi - Dingimbiza - Elupepeni - Enhlangwini - Enkulu - Gubhugubhu - Gubhuza | - Hlanzeni - Inkulu - Isiqunga - KwaBombo - Mathulini - Mehlomnyama - Mnamfu - Nkangala | - Nomakhanzana - Nyonyana - St Faith’s - Umgai (Friedenau) - Umgayi |

## Bevölkerung
Im Jahr 2011 hatte die Gemeinde 160.975 Einwohner. Davon waren 99,6 % schwarz. Erstsprache war zu 95,3 % isiZulu, zu 1 % isiNdebele und zu jeweils 0,7 % Englisch und isiXhosa.

## Wirtschaft
Umzumbe ist eine ländliche und arme Gemeinde. Nur etwa 50 Prozent der Bevölkerung sind potenzielle Erwerbspersonen, von denen nur ungefähr 9,5 Prozent tatsächlich eine Anstellung haben. Fast 60 Prozent der Haushalte leben von einem Einkommen, das unter 500 Rand liegt (Stand etwa 2010).
Der größte Arbeitgeber sind die Behörden und die Landwirtschaft. Großangelegte Landwirtschaft gibt es allerdings nur in den nördlichen und östlichen Gebieten der Gemeinde außerhalb der Stammesgebiete, obwohl das Potenzial hoch ist.